# Philippsburg (Leer)

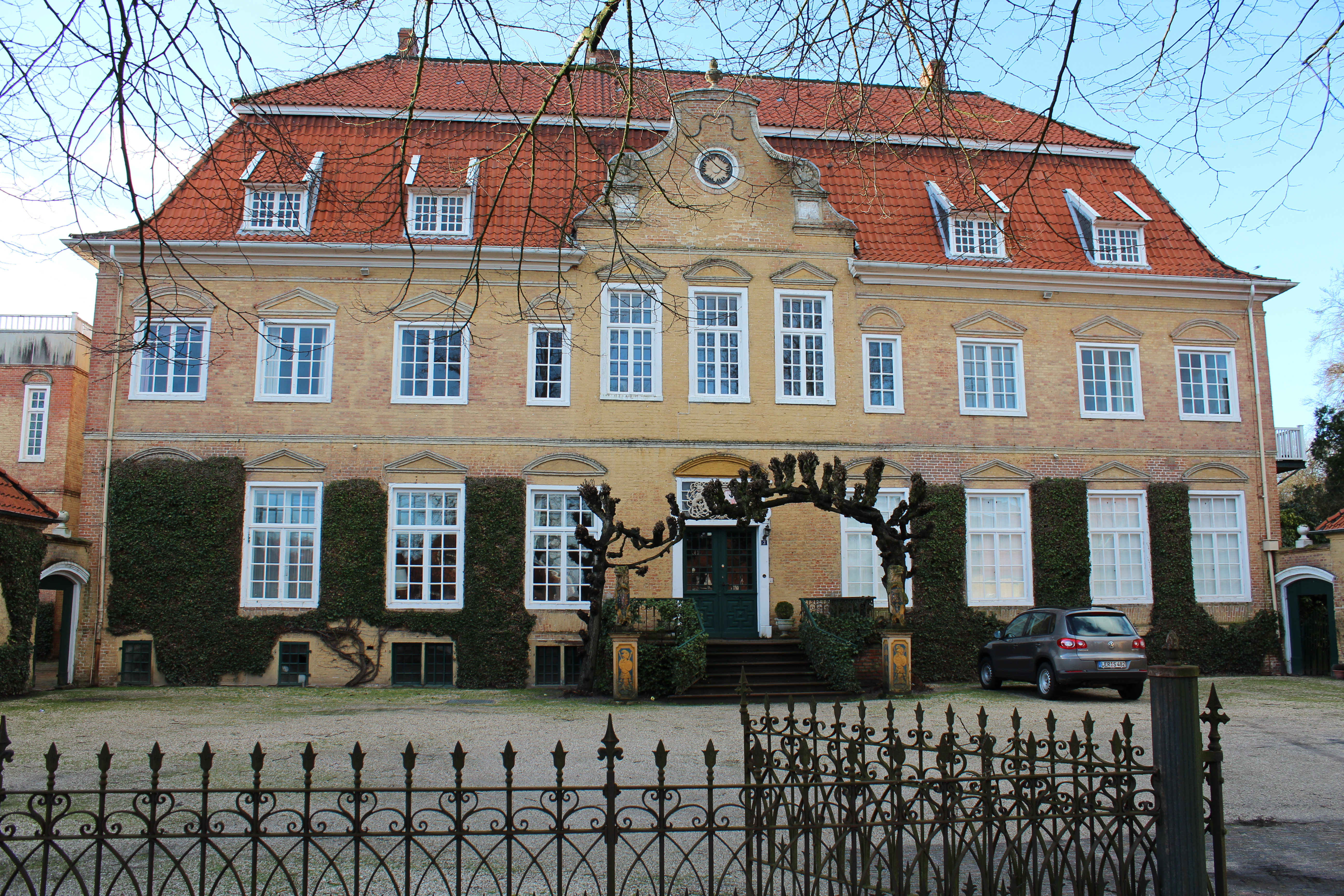
Vorderansicht der Phillipsburg

Die Philippsburg ist ein schlossartiges Herrenhaus im Ortsteil Loga der ostfriesischen Stadt Leer.

## Geschichte
Freiherr Philipp von Wedel ließ die Philippsburg im Jahre 1730 als reines Wohngebäude errichten. Ursprünglich war der ganze Komplex bis auf das zweigeschossige Zentrum des Mittelbaus mit geschweiftem Giebel einstöckig. 1906 wurde das Haus von Botho Graf von Wedel um eine Etage erhöht. Dabei wurde der Giebel in das Gebäude integriert. Den Grafen von Wedel gehörte auch die nur wenige hundert Meter entfernt gelegene Evenburg sowie seit 1746 bis heute das Schloss Gödens.
Die Philippsburg gehört durch Erbschaft inzwischen der Familie der Grafen von der Schulenburg und wird privat bewohnt. Der dazugehörige Park ist teils privat, teils städtisch. Im privaten Teil des Parks findet seit 1996 alle zwei Jahre die Veranstaltung „Märchen und Musik im Park“ statt, die von einer nahe gelegenen Buchhandlung organisiert wird.

## Beschreibung
Die Philippsburg ist eine zur Straße hin offene Dreiflügelanlage, die nach im Stil des niederländischen Barock errichtet wurde. Im später erhöhten Zentralbau ist noch der Giebel des ursprünglichen Gebäudes zu erkennen, dessen Dacherker über das Mansarddach hinausragt. Das prunkvolle Portal mit von steinernen Löwen flankierter Freitreppe in der Mittelachse ist mit einem Wappen verziert.